# KkStB 59 sorozat
A kkStB 59 sorozat egy  tehervonati szerkocsis gőzmozdony-sorozat volt a cs. kir. osztrák Államvasutaknál (k.k. österreichische Staatsbahnen, kkStB).
Ez a mozdony volt a Karl Gölsdorf által tervezett első mozdony. Látható, hogy méretei hasonlítanak az 56 sorozatéhoz, de már belsőkeretes, külső Heusinger-vezérlésű és kompaund gépezetű. Ez volt az első osztrák kompaund mozdony. A mozdony minden eddigi háromcsatlós mozdonynál erősebb volt. Javított a mozdony kinézetén, hogy Gölsdorf az 56-os nyereg alakú homoktartálya helyett homokdómot alkalmazott.
A kkStB 1893 és 1903 között 193 mozdonyt vett állományba ebbe a sorozatba. A szállításban valamennyi osztrák mozdonygyár részt vett és az Osztrák–Magyar Monarchia egész területén használták őket.
Az első világháború után a sorozat megmaradt mozdonyai a Csehszlovák Államvasutakhoz ČSD 324.2 sorozatként, a Lengyel Államvasutakhoz PKP Th24 sorozatként, a Jugoszláv Államvasutakhoz JDŽ  127 sorozatként kerültek, továbbá az Osztrák Szövetségi Vasutaknál (Bundesbahnen Österreichise, BBÖ) is maradt 36 db, ezen kívül a CFR is kapott mozdonyokat, melyek további sorsa ismeretlen.
Az Anschlusst követően a Német Birodalmi Vasút (Deutsche Reichsbahn, DRB) csupán négy db mozdonyt számozott be az 53.7201-7204 pályaszámokra. Ezek tolatómozdonyok voltak Wien Südbahnhof, Knittelfeld és Michael pályaudvarokon. A második világháború után már csak egyetlen mozdony maradt az Osztrák Szövetségi Vasutaknak a sorozatból, amelynek a 353.7204 pályaszámot adta és 1955-ben selejtezte. A PKP-hez is került még vissza 8 db mozdony, amelyeket újraszámoztak sorozatjelüket megtartva és 1951-ig selejteztek. A JDŽ–nél öt mozdony maradt a világháború után, amelyeket 1948-ban átszámozott a JDŽ 121-001II-005II pályaszámokra.

## Fordítás
- Ez a szócikk részben vagy egészben  a   kkStB 59 című német Wikipédia-szócikk fordításán alapul.  Az eredeti cikk szerkesztőit annak laptörténete sorolja fel. Ez a jelzés csupán a megfogalmazás eredetét és a szerzői jogokat jelzi, nem szolgál a cikkben szereplő információk forrásmegjelöléseként. Az eredeti szócikk forrásai szintén ott találhatóak.